# Emidio Morganti
Emidio Morganti (Ascoli Piceno, 1966. július 23. –) olasz nemzetközi labdarúgó-játékvezető. Polgári foglalkozása értékesítési képviselő.	

## Pályafutása

### Nemzeti játékvezetés
Játékvezetésből Ascoli Picenóban vizsgázott. Vizsgáját követően a Marche régió Labdarúgó-szövetsége által üzemeltetett labdarúgó bajnokságokban kezdte sportszolgálatát. Az Olasz Labdarúgó-szövetség (AIA) Játékvezető Bizottságának (JB) minősítésével 1997–2000 között a Lega Professionisti Serie C, 2000–2001 között a Serie B, majd 2000–2011 között a Serie A játékvezetője. 2006-ban belekeveredett az olasz mérkőzések manipulálásába. Vizsgálatokat követő harmadik hónapban minden vád alól tisztázták.
Küldési gyakorlat szerint rendszeres 4. bírói szolgálatot is végzett. A nemzeti játékvezetéstől 2011-ben visszavonult. Serie A mérkőzéseinek száma: 131.
| Időpont           | Helyszín                   | Mérkőzés típusa          | Mérkőzés                | Eredmény | Nézők száma |
| ----------------- | -------------------------- | ------------------------ | ----------------------- | -------- | ----------- |
| 2001. október 14. | Stadio Via del Mare, Lecce | első Serie A mérkőzése   | US Lecce–ACF Fiorentina | 4 – 1    | 13 800      |
| 2011. május 15.   | San Nicola Stadion, Bari   | utolsó Serie A mérkőzése | AS Bari–US Lecce        | 0 – 2    | 16 329      |

#### Nemzeti kupamérkőzések
Vezetett kupadöntők száma: 3.

##### Olasz labdarúgókupa
| Időpont         | Helyszín               | Mérkőzés típusa | Mérkőzés                         | Eredmény | Nézők száma |
| --------------- | ---------------------- | --------------- | -------------------------------- | -------- | ----------- |
| 2008. május 24. | Olimpiai Stadion, Róma | döntő           | AS Roma–FC Internazionale Milano | 2 – 1    | 60 000      |
| 2011. május 29. | Olimpiai Stadion, Róma | döntő           | FC Internazionale Milano–Palermo | 3 – 1    | 70 000      |

##### Olasz labdarúgó-szuperkupa
| Időpont            | Helyszín                | Mérkőzés típusa | Mérkőzés                          | Eredmény | Nézők száma |
| ------------------ | ----------------------- | --------------- | --------------------------------- | -------- | ----------- |
| 2009. augusztus 8. | Nemzeti Stadion, Peking | döntő           | FC Internazionale Milano–SS Lazio | 1 – 2    | 68 961      |

### Nemzetközi játékvezetés
Az Olasz labdarúgó-szövetség JB terjesztette fel nemzetközi játékvezetőnek, a Nemzetközi Labdarúgó-szövetség (FIFA) 2007-től tartotta nyilván bírói keretében. Több nemzetek közötti válogatott, valamint klubmérkőzésen 4. bíróként segített. A  nemzetközi játékvezetéstől 2010-ben búcsúzott.

## Sikerei, díjai
- 2008-ban és 2009-ben és 2010-ben az olasz labdarúgó-játékvezetők közül megkapta az Oscar del calcio AIC (legjobb játékvezető) elismerést.
- 2007/2008 idényben az olasz JB az Év Játékvezetője cím mellé a Dr. Giovanni Mauro alapítvány elismerő díjával jutalmazta.